# Alex Sharp
Alexander Ian Sharp (n. 2 februarie 1989, Greater London, Anglia, Regatul Unit) este un actor englez. Este cunoscut pentru că a creat rolul lui Christopher Boone în producția de pe Broadway The Curious Incident of the Dog in the Night-Time.
După ce a absolvit Juilliard School în vara anului 2014, și-a făcut debutul pe Broadway și în actorie în piesa The Curious Incident of the Dog in the Night-Time în toamnă. Pentru rolul său de adolescent autist Christopher Boone, a primit premiul Tony pentru cel mai bun actor într-o piesă, premiul Drama Desk pentru cel mai bun actor într-o piesa și premiul Outer Critics Circle. 

## Tinerețe și educație
Sharp s-a născut la 2 februarie 1989 la Westminster, Londra și a crescut călătorind prin Europa și sud-vestul Statelor Unite într-o rulotă, înainte de a se muta în estul Devon, Anglia, la vârsta de opt ani. A fost educat de mama sa, profesoară, și de tatăl său, care lucra în domeniul imobiliar, până când familia s-a mutat înapoi în Anglia.   Are o soră, Nicole, de mare succes în domeniul ei.  Mama lui l-a educat acasă atât cu lecții „riguroase, cât și neortodoxe”. La întoarcerea sa în estul Devon, el nu s-a putut adapta cu ușurință la un mediu școlar tradițional și în cele din urmă a părăsit Anglia la vârsta de 18 ani  
Sharp și-a dorit să fie actor de la o vârstă fragedă.  Potrivit Irish Mirror, debutul său în actorie a avut loc la vârsta de 4 ani, când a apărut în A Touch of Frost pentru 10 lire sterline.  Potrivit The Daily Beast, la vârsta de 7 ani, el și-a făcut debutul în actorie ca Purcel în Winnie-the-Pooh .  De asemenea, a făcut o amplă activitate de teatru regional la Northcott Theatre din Exeter .  Sharp a studiat Artele spectacolului la Yeovil College din Yeovil, Somerset și a urmat Beaminster Comprehensive School din Dorset.  
În 2008, Sharp a plecat în America de Nord și a lucrat ca tâmplar, meșter și în centre de apel, adesea, în Canada. Uneori, a călătorit în America Latină pentru a practica activități fizice. 
Când lucra la o casă din Montreal, Sharp a decis că vrea să devină actor. A întrebat un prieten care sunt cele mai bune școli de teatru, iar prietenul i-a spus Yale și Juilliard . Sharp s-a hotărât pe Juilliard datorită locației sale în mijlocul Manhattanului și a mers la audiație cu o scenă din Hamlet . Împotriva regulilor școlii, a interpretat și o scenă dintr-o piesă pe care o scrisese, susținând că este opera unui dramaturg englez puțin cunoscut.  A fost acceptat la Juilliard și a participat la Grupul 43 al diviziei de teatru. În perioada petrecută la Juilliard, a scris și a regizat o piesă care a fost o adaptare a lui A Clockwork Orange .  A absolvit Juilliard cu o diplomă de licență în arte plastice în anul 2014. 
După ce a absolvit Juilliard School în vara anului 2014, Sharp și-a făcut debutul pe Broadway și în actorie în piesa The Curious Incident of the Dog in the Night-Time în toamnă.  Pentru rolul său de adolescent autist Christopher Boone, a primit premiul Tony pentru cel mai bun actor într-o piesă, premiul Drama Desk pentru cel mai bun actor într-o piesă și premiul Outer Critics Circle .   În august 2015</link></link> , el este cel mai tânăr câștigător al premiului Tony pentru cel mai bun actor într-o piesă de teatru.  Ultima interpretare a lui Sharp din Curious Incident a fost la 13 septembrie 2015.   
În 2017, a jucat în filmul lui John Cameron Mitchell How to Talk to Girls at Parties , alături de Nicole Kidman, Elle Fanning și Ruth Wilson .  Tot în 2017, Sharp a jucat alături de Lily Collins și Keanu Reeves în To the Bone, regizat de Marti Noxon. To the Bone a fost lansat pe Netflix pe 14 iulie 2017. Filmul semi-autobiografic a strâns unele controverse în ceea ce privește descrierea tulburărilor de alimentație, la care Sharp a răspuns: „Cred că controversa este un lucru interesant în sensul că de obicei merge mână în mână cu începerea conversațiilor care înconjoară subiecte tabu sau sub-discutate care trebuie discutate și trebuie să fie mai puțin în umbre. Sper că [To the Bone] doar creează o conștientizare și încurajează oamenii să vorbească despre [tulburările alimentare]". 
Sharp a jucat în rolul activistului Rennie Davis în lungmetrajul lui Aaron Sorkin, The Trial of the Chicago 7, în 2020, alături de Eddie Redmayne, Sacha Baron Cohen și Joseph Gordon-Levitt . De asemenea, el urma să joace rolul principal nespecificat în prequelul fără titlu al lui HBO Game of Thrones , alături de Naomi Watts . Sharp apare într-unul dintre principalele roluri secundare din filmul din 2022 Oliver Hermanus / Kazuo Ishiguro <i id="mwnw">Living</i>, cu Bill Nighy în rol principal.
| An        | Titlu                                          | Rol               | Locație                 | Categorie |
| --------- | ---------------------------------------------- | ----------------- | ----------------------- | --------- |
| 2014–2015 | Incidentul ciudat al câinelui în timpul nopții | Christopher Boone | Teatrul Ethel Barrymore | Broadway  |

## Filmografie

### Film
| An   | Titlu                                  | Rol               | Note |
| ---- | -------------------------------------- | ----------------- | ---- |
| 2017 | Pana la os                             | Luke              |      |
| 2017 | Cum să vorbești cu fetele la petreceri | Enn               |      |
| 2018 | Mai bine începeți să alergați          | Harley            |      |
| 2018 | OZN                                    | Derek Echevaro    |      |
| 2019 | Noaptea luminată de soare              | Yasha             |      |
| 2019 | The Hustle                             | Thomas Westerburg |      |
| 2020 | Procesul lui Chicago 7                 | Rennie Davis      |      |
| 2022 | Viață                                  | domnule Wakeling  |      |
| 2023 | O viață                                | Trevor Chadwick   |      |

### Televiziune
| An   | Titlu                   | Rol          | Note                             |
| ---- | ----------------------- | ------------ | -------------------------------- |
| 2020 | Pasărea Bunului Domn    | Predicator   | Episodul: „Un complot răutăcios” |
| 2024 | 3 Probleme ale corpului | Will Downing |                                  |

## Premii și nominalizări
În 2015, el a doborât recordul lui Harvey Fierstein ca cel mai tânăr câștigător al premiului Tony pentru cel mai bun actor într-o piesă de teatru . </link> Pe lângă câștigarea premiului Tony în 2015,  a câștigat și un premiu Outer Critics Circle pentru cel mai bun actor principal într-o piesă,  un premiu Theatre World ca recunoaștere a debutului său pe Broadway.  și Premiul Drama Desk pentru cel mai bun actor într-o piesă de teatru .  De asemenea, a primit o nominalizare pentru premiul de performanță distinsă la Drama League Awards 2015.  În plus, a fost nominalizat la Premiile Fred și Adele Astaire în 2015 pentru cel mai bun dansator masculin pentru munca sa din The Curious Incident of the Dog in the Night-Time .  De asemenea, a câștigat premiile Logo TV NewNowNext 2014 pentru cel mai bun actor principal nou Broadway. 
| An   | Muncă                                          | Premii                         | Categorie | Rezultat |
| ---- | ---------------------------------------------- | ------------------------------ | --- | -------- |
| 2014 | Incidentul curios al câinelui în timpul nopții | Premiile Drama Desk            | Cel mai bun actor într-o piesă \| style="background: #99FF99; color: black; vertical-align: middle; text-align: center; " class="yes table-yes2"\|Câștigat |          |
| 2014 | Incidentul curios al câinelui în timpul nopții | Premiile Drama League          | style="background: #FDD; color: black; vertical-align: middle; text-align: center; " class="no table-no2"\|Nominalizare                                    |          |
| 2014 | Incidentul curios al câinelui în timpul nopții | Premiile Fred și Adele Astaire | style="background: #FDD; color: black; vertical-align: middle; text-align: center; " class="no table-no2"\|Nominalizare                                    |          |
| 2014 | Incidentul curios al câinelui în timpul nopții | Premiile Outer Critics Circle  | style="background: #99FF99; color: black; vertical-align: middle; text-align: center; " class="yes table-yes2"\|Câștigat                                   |          |
| 2014 | Incidentul curios al câinelui în timpul nopții | Premiile din lumea teatrului   | style="background: #99FF99; color: black; vertical-align: middle; text-align: center; " class="yes table-yes2"\|Câștigat                                   |          |
| 2014 | Incidentul curios al câinelui în timpul nopții | Premiile Tony                  | style="background: #99FF99; color: black; vertical-align: middle; text-align: center; " class="yes table-yes2"\|Câștigat                                   |          |
| 2020 | Procesul lui Chicago 7                         | Premiile Screen Actors Guild   | style="background: #99FF99; color: black; vertical-align: middle; text-align: center; " class="yes table-yes2"\|Câștigat                                   |          |